# Archipel de Vega
Pour les articles homonymes, voir Véga (homonymie).
L’archipel de Vega (en norvégien : Vegaøyan) est un petit archipel situé au large de la côte Atlantique de la Norvège. Il compte environ 6 500 îles, îlots et récifs et est occupé depuis environ 1 500 ans, mais certaines traces de présence humaine remontent à l'âge de la pierre.
Administrativement, l'archipel constitue la kommune de Vega qui dépend du comté de Nordland. Sa superficie est de 103 710 hectares dont 6 930 hectares de terres émergées. Trois îles seulement sont habitées de façon permanente : Vega (de loin la plus étendue et la plus peuplée), Ylvingen et Omnøy ainsi que Søla. Le point culminant de l'archipel, le Gullsvågfjellet (737 m), se situe sur l'île de Vega.
À l'instar des îles Lofoten, Vega, du fait de sa situation exceptionnelle, fut très tôt occupé par l'homme. Bercées par le Gulf Stream, les eaux sont extrêmement poissonneuses et attirent de nombreux oiseaux, dont l'eider. Au IXe siècle, les îles étaient devenues un grand centre d'approvisionnement en duvet fourni par les eiders, matière dont on estima qu'elle contribua jusqu'à un tiers des revenus des habitants[réf. nécessaire].

## Zone ornithologique

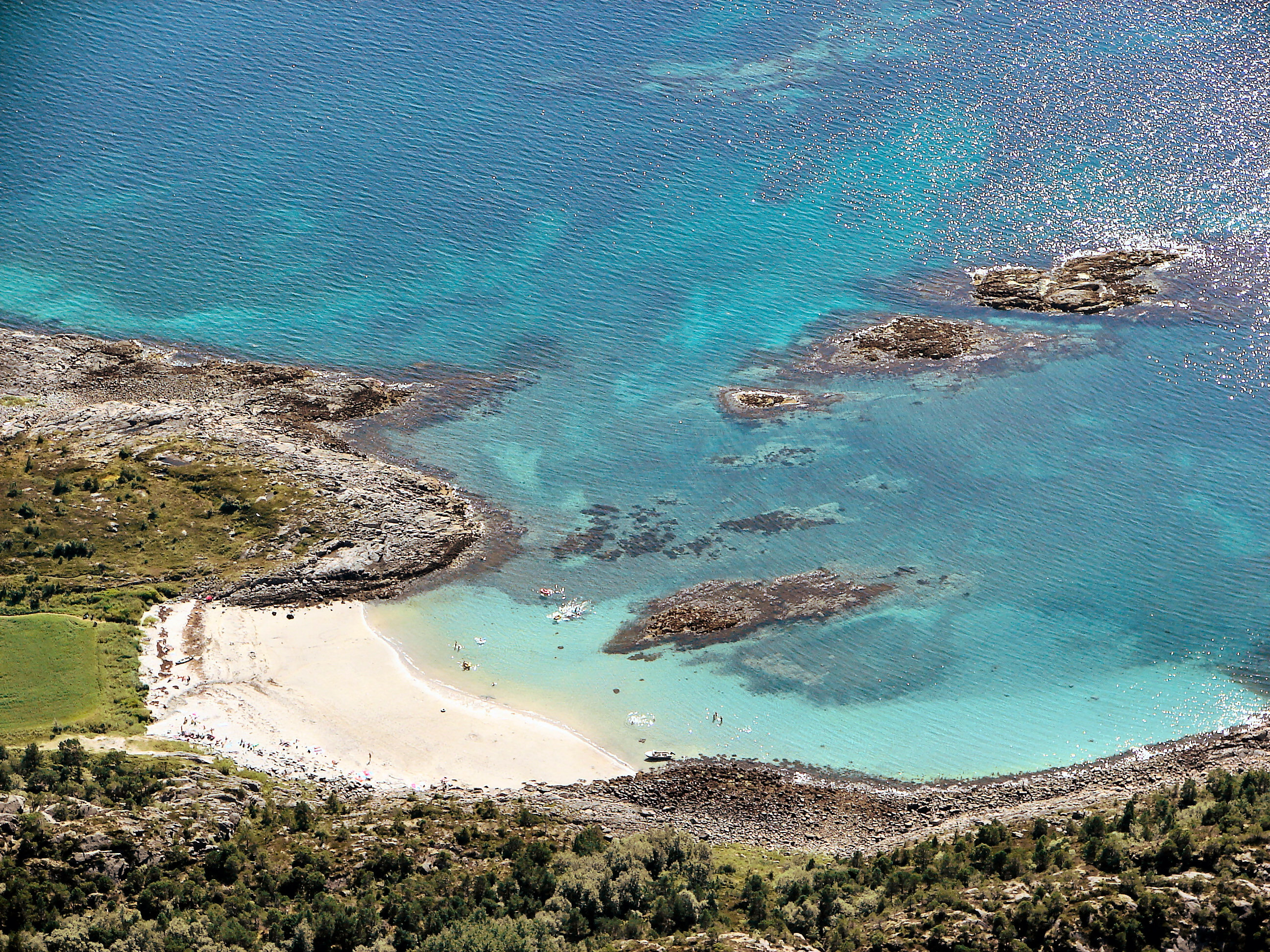
Plage sur l'île de Vega

L'archipel a été identifié comme une Zone importante pour la conservation des oiseaux (ZICO) par Birdlife International car il abrite des populations d' oies cendrées et bernaches nonnette, d'eiders à duvet, de plongeons huards, de grands cormorans, de cormorans huppés, de pygargues à queue blanche, de bécasseaux violets et de guillemots noirs.
L'archipel de Vega est inscrit depuis 2004 sur la liste du patrimoine mondial de l'UNESCO.